# Baş Muğan Kanalı
Baş Muğan Kanalı (azerbajdzjanska: Baş Muğan Kanali) är en kanal i Azerbajdzjan.   Den ligger i distriktet Saatlı Rayonu, i den centrala delen av landet, 180 kilometer väster om huvudstaden Baku.
Trakten runt Baş Muğan Kanalı består till största delen av jordbruksmark. Runt Baş Muğan Kanalı är det ganska tätbefolkat, med 67 invånare per kvadratkilometer.